# Skreanäs
Skreanäs är en bebyggelse i Falkenbergs kommun i Hallands län. Bebyggelsen avgränsades före 2015 till en tätort och ingår sedan dess i tätorten Falkenberg. Bebyggelsen består av nyuppförda småhus vid stranden öster om Skrea Strand på gränsen mellan Falkenbergs distrikt (det tidigare stadsområdet) och Skrea distrikt (Skrea socken). 

## Befolkningsutveckling
| Befolkningsutvecklingen i Skrea 2010–2010       | Befolkningsutvecklingen i Skrea 2010–2010 | Befolkningsutvecklingen i Skrea 2010–2010 | Befolkningsutvecklingen i Skrea 2010–2010 | Befolkningsutvecklingen i Skrea 2010–2010 |
| ----------------------------------------------- | ----------------------------------------- | ----------------------------------------- | ----------------------------------------- | ----------------------------------------- |
|                                                 |                                           |                                           |                                           |                                           |
| År                                              |                                           |                                           | Folkmängd                                 | Areal (ha)                                |
| 2010                                            | 2010                                      |                                           | 243                                       | 19                                        |
| Anm.: Ny tätort 2010, uppgick 2015 i Falkenberg |                                           |                                           |                                           |                                           |